# Mario Schupfer
Mario Schupfer (* 1977 in Aigen im Ennstal) ist ein österreichischer Militärpilot, der über den Segelflugsport zur beruflichen Fliegerei fand.
Er hat bisher an folgenden internationalen Segelflug-Wettbewerben teilgenommen:
- 2004 WM Elverum – Norwegen
- 2006 WM Vinon – Frankreich
- 2007 EM Pociunai – Litauen
- 2008 WM Rieti – Italien

Seinen größten Erfolg erreichte er in Rieti 2008, wo er mit dem zweiten Platz in der Weltklasse die Silbermedaille für Österreich erringen konnte. Sein Flugzeug bei diesem Wettbewerb war eine PZL PW-5 mit dem Kennzeichen OE-5632.
| Personendaten    | Personendaten                 |
| ---------------- | ----------------------------- |
| NAME             | Schupfer, Mario               |
| KURZBESCHREIBUNG | österreichischer Segelflieger |
| GEBURTSDATUM     | 1977                          |
| GEBURTSORT       | Aigen im Ennstal              |